# Olympische Sommerspiele 1904/Golf – Mannschaft (Männer)
Der Mannschaftswettbewerb im Golf bei den Olympischen Spielen 1904 in St. Louis wurde vom 17. September ausgetragen.
Ursprünglich hatten sich sechs Teams zum Mannschaftswettkampf gemeldet, doch es erschienen nur die Vertreter der Trans Mississippi Golf Association und der Western Golf Association. Deshalb bildeten die zufälligerweise anwesenden Einzelspieler eine dritte Mannschaft, die für den nationalen Verband United States Golf Association antrat. Die Mannschaften bestanden aus je zehn Spielern. Diese mussten jeweils zwei Runden bzw. 36 Löcher im Zählspiel-Verfahren (stroke play) absolvieren. 

## Ergebnisse
| Platz | Land | Spieler | Schläge |
| ----- | ---- | --- | ------- |
| 1     | USA  | Western Golf Association Edward Cummins, Kenneth Edwards, Chandler Egan, Walter Egan, Robert Hunter, Nathaniel Moore, Mason Phelps, Daniel Sawyer, Clement Smoot, Warren Wood                             | 1746    |
| 2     | USA  | Trans Mississippi Golf Association John Deere Cady, Albert Bond Lambert, John Maxwell, Burt McKinnie, Ralph McKittrick, Francis Newton, Henry Potter, Frederick Semple, Stuart Stickney, William Stickney | 1770    |
| 3     | USA  | United States Golf Association Douglass Cadwallader, Jesse Carleton, Harold Fraser, Arthur Hussey, Orus Jones, Allan Lard, George Oliver, Simeon Price, John Rahm, Harold Weber                           | 1839    |

### Einzelergebnisse
| Rang | Athlet               | Nation             | Schläge | Team | Medaille |
| ---- | -------------------- | ------------------ | ------- | ---- | -------- |
| 1    | Chandler Egan        | Vereinigte Staaten | 165     | WGA  | Gold     |
| 2    | Douglass Cadwallader | Vereinigte Staaten | 168     | USGA | Bronze   |
| 2    | Daniel Sawyer        | Vereinigte Staaten | 168     | WGA  | Gold     |
| 4    | Robert Hunter        | Vereinigte Staaten | 169     | WGA  | Gold     |
| 5    | Kenneth Edwards      | Vereinigte Staaten | 170     | WGA  | Gold     |
| 6    | Allan Lard           | Vereinigte Staaten | 172     | USGA | Bronze   |
| 6    | Francis Newton       | Vereinigte Staaten | 172     | TMGA | Silver   |
| 6    | Henry Potter         | Vereinigte Staaten | 172     | TMGA | Silver   |
| 6    | Clement Smoot        | Vereinigte Staaten | 172     | WGA  | Gold     |
| 10   | Warren Wood          | Vereinigte Staaten | 173     | WGA  | Gold     |
| 11   | Ralph McKittrick     | Vereinigte Staaten | 174     | TMGA | Silver   |
| 12   | Jesse Carleton       | Vereinigte Staaten | 175     | USGA | Bronze   |
| 12   | Albert Bond Lambert  | Vereinigte Staaten | 175     | TMGA | Silver   |
| 14   | Frederick Semple     | Vereinigte Staaten | 176     | TMGA | Silver   |
| 15   | Mason Phelps         | Vereinigte Staaten | 177     | WGA  | Gold     |
| 15   | Stuart Stickney      | Vereinigte Staaten | 177     | TMGA | Silver   |
| 17   | Burt McKinnie        | Vereinigte Staaten | 178     | TMGA | Silver   |
| 17   | William Stickney     | Vereinigte Staaten | 178     | TMGA | Silver   |
| 19   | Walter Egan          | Vereinigte Staaten | 180     | WGA  | Gold     |
| 20   | Simeon Price         | Vereinigte Staaten | 181     | USGA | Bronze   |
| 21   | John Maxwell         | Vereinigte Staaten | 182     | TMGA | Silver   |
| 22   | Harold Weber         | Vereinigte Staaten | 183     | USGA | Bronze   |
| 23   | John Deere Cady      | Vereinigte Staaten | 186     | TMGA | Silver   |
| 23   | John Rahm            | Vereinigte Staaten | 186     | USGA | Bronze   |
| 25   | Edward Cummins       | Vereinigte Staaten | 187     | WGA  | Gold     |
| 25   | Arthur Hussey        | Vereinigte Staaten | 187     | USGA | Bronze   |
| 25   | Orus Jones           | Vereinigte Staaten | 187     | USGA | Bronze   |
| 28   | Nathaniel Moore      | Vereinigte Staaten | 188     | WGA  | Gold     |
| 29   | Harold Fraser        | Vereinigte Staaten | 194     | USGA | Bronze   |
| 30   | George Oliver        | Vereinigte Staaten | 206     | USGA | Bronze   |